# 103. вечити дерби у фудбалу
103. вечити дерби у фудбалу је фудбалска утакмица одиграна у Београду 10. марта 1996. године, између Црвене звезде и Партизана. Утакмица се завршила резултатом 3 : 2 (2 : 1) за Партизан.